# Lisa OS
O Lisa Office System (Lisa OS ou 7/7) foi o sistema operacional do microcomputador Apple Lisa, tendo sido parcialmente baseado no Apple SOS do malfadado Apple III. Na época em que foi lançado (início da década de 1980), o Lisa OS era bastante avançado, inclusive quando comparado ao sistema operacional do Macintosh, que lhe sucedeu (embora não sendo seu descendente direto): possuía GUI, processamento multitarefa cooperativo (não-preemptivo), memória virtual, e os arquivos eram organizados em diretórios, o que viabilizava o uso de HDs de grande capacidade.
Conceitual e visualmente, o Lisa OS lembrava muito o sistema operacional do Xerox Star. Esta identidade visual e o princípio de organização de arquivos foram posteriormente replicados no Macintosh.
No Aniversário de 40 anos do Apple Lisa, o código-fonte foi liberado pelo Computer History Museum.